# Kadsura acsmithii
Kadsura acsmithii är en tvåhjärtbladig växtart som beskrevs av Saunders. Kadsura acsmithii ingår i släktet Kadsura och familjen Schisandraceae. Inga underarter finns listade.